# Léon Roger-Milès
Pour les personnes ayant le même patronyme, voir Roger et Miles.
Léon Roger, dit Léon Roger-Milès ou simplement Roger-Milès, est un avocat, historien, poète, journaliste et critique d'art français, né le 3 novembre 1859 à Paris et mort le 24 mai 1928 à Golfe-Juan.

## Biographie
Léon Roger-Milès est professeur au collège Rollin de 1879 à 1887. De 1887 à 1899, il est avocat à la cour d'appel.
À partir de 1878, il dirige également Le Parnasse et fonde la revue Le Monde poétique (1884-1888) dont il est directeur.
Journaliste, il écrit dans Le Figaro illustré, L'Éclair, Le Temps, Le Courrier français, le Soir, Le Gaulois, L'Évènement, Le Journal d'Athènes, Le Journal du grand monde, La Semaine de Paris, La Revue des Deux Mondes, le Journal des artistes, Le Cousin Pons (revue d'art).
Essayiste, romancier et nouvelliste, il a produit des ouvrages illustrés de gravures.
Critique d'art réputé, il préfaça des dizaines de catalogues d'expositions et publia de nombreux essais sur des peintres anciens et modernes. En 1905 et 1907, par exemple, proche de Gustave Danthon de la Galerie Haussmann, il est l'un des premiers à reconnaître le génie novateur de Francis Picabia,. En 1923, dans son essais Léonard de Vinci et les Jocondes, il affirme que Léonard peignit au moins deux versions de la Mona Lisa, dont l'une pour Francesco del Giocondo, et une autre pour Julien de Médicis.

## Extrait de sa bibliographie
- Ébauches : poésies, eaux-fortes de Paul Destez, Alphonse Lemerre, 1882.
- Eugène Manuel, portrait à l'eau forte par Léopold Flameng, A. Lanier, 1885.
- Les Veillées noires : poèmes tristes, Paul Ollendorff, 1889.
- Les heures d'une parisienne, roman, Marpon et E. Flammarion, 1890.
- La Cité de misère, essai préfacé par Sully Prudhomme et illustré par Albert Bréauté, Albert-Antoine Lambert et Paul Merwart, E. Flammarion, 1891.
- Cent chefs-d'œuvre des collections françaises et étrangères, Georges Petit, 1892.
- Michel-Ange, sa vie, son œuvre suivi du Catalogue de ses principales oœuvres, J. Rouam, 1893.
- La Bijouterie, Hachette, 1895.
- [édition critique] Petits mémoires intimes. Lettres galantes d'une femme de qualité. 1760-1770, Émile Testard, 1895.
- Les gaietés d'un pessimiste, essai, E. Flammarion, 1895.
- Art et nature, études brèves sur quelques artistes d'hier et d'aujourd'hui, G. Boudet, 1897.
- Cent pièces à dire, poèmes, E. Fasquelle, 1897.
- Vision !, ballet-pantomime, musique d'Edmond Missa, à l'Olympia, mars 1898[7].
- Esthétique d'un indépendant. Quelques réflexions sur l'art, les artistes et les amateurs, J. Augry, 1900.
- Rosa Bonheur, sa vie, son œuvre, orné de 22 gravures hors texte et de 54 gravures dans le texte, G. Baranger, 1900.
- Louis Legrand peintre, graveur illustrateur, Ch. Meunier, 1902.
- Les arts et la curiosité : répertoire muséographique de connaissances utiles aux amateurs, collectionneurs, experts, antiquaires, officiers ministériels, conservateurs de musées, artistes, écoles et ouvriers d'art, décorateurs, Édouard Rouveyre, 1902.
- Félix Ziem, Librairie de l'art ancien et moderne, 1903.
- Alfred Roll, A. Lahure, 1904.
- Les peintures décoratives de Moreau-Néret, 1905.
- Les créateurs de la mode, dessins d'Alfred Jungbluth et photographies de G. Agié, Charles Eggimann, 1911.
- Vingt peintres du XIXe siècle. Chefs-d'œuvre de l'École française, Georges Petit, 1911.
- Les Dianes de Houdon et les caprices de la pudeur esthétique à la fin du XVIIIe siècle, Imprimerie centrale des beaux-arts, 1913.
- Léonard de Vinci et les Jocondes, Henri Floury, 1923.

## Distinctions
- Chevalier de la Légion d'honneur (16 août 1900)